# Argentina Open 2023
Argentina Open 2023 byl tenisový turnaj hraný na mužském profesionálním okruhu ATP Tour v Buenos Aires Lawn Tennis Clubu. Dvacátý šestý ročník Argentina Open probíhal mezi 13. až 19. únorem 2023 v argentinské metropoli Buenos Aires na otevřených antukových dvorcích.
Turnaj dotovaný 711 950 dolary patřil do kategorie ATP Tour 250. Nejvýše nasazeným singlistou se stal druhý hráč světa Carlos Alcaraz, který na okruhu pro zranění absentoval od listopadu 2022. Jako poslední přímý účastník do hlavní soutěže nastoupil portugalský 81. hráč žebříčku João Sousa. V důsledku invaze Ruska na Ukrajinu na konci února 2022 řídící organizace tenisu ATP, WTA a ITF s grandslamy rozhodly, že ruští a běloruští tenisté mohou dále na okruzích startovat, ale do odvolání nikoli pod vlajkami Ruska a Běloruska.
Sedmý singlový titul na okruhu ATP Tour vyhrál 19letý Carlos Alcaraz. Ve čtyřhře zvítězili Italové Simone Bolelli s Fabiem Fogninim, kteří získali šestou společnou trofej.

## Rozdělení bodů a finančních odměn

### Rozdělení bodů
| Soutěž  | Soutěž      | vítězové | finalisté | semifinalisté | čtvrtfinalisté | 16 v kole | 32 v kole | Q  | Q2 | Q1 |
| ------- | ----------- | -------- | --------- | ------------- | -------------- | --------- | --------- | -- | -- | -- |
| dvouhra | [ 1 ] [ 5 ] | 250      | 150       | 90            | 45             | 20        | 0         | 12 | 6  | 0  |
| čtyřhra | [ 6 ]       | 250      | 150       | 90            | 45             | 0         | —         | —  | —  | —  |

### Finanční odměny
| Soutěž                              | Soutěž      | vítězové | finalisté | semifinalisté | čtvrtfinalisté | 16 v kole | 32 v kole | Q2      | Q1      |
| ----------------------------------- | ----------- | -------- | --------- | ------------- | -------------- | --------- | --------- | ------- | ------- |
| dvouhra                             | [ 1 ] [ 5 ] | 95 305 $ | 55 595 $  | 32 680 $      | 18 940 $       | 11 000 $  | 6 720 $   | 3 360 $ | 1 830 $ |
| čtyřhra                             | [ 6 ]       | 33 110 $ | 17 720 $  | 10 400 $      | 5 800 $        | 3 420 $   | —         | —       | —       |
| částka ve čtyřhře je uvedena na pár |             |          |           |               |                |           |           |         |         |

## Dvouhra mužů

### Nasazení
| Stát                         | Hráč                 | ATP | Nasazení |
| ---------------------------- | -------------------- | --- | -------- |
| Španělsko                    | Carlos Alcaraz       | 2.  | 1.       |
| Spojené království           | Cameron Norrie       | 11. | 2.       |
| Itálie                       | Lorenzo Musetti      | 19. | 3.       |
| Argentina                    | Diego Schwartzman    | 28. | 4.       |
| Argentina                    | Francisco Cerúndolo  | 31. | 5.       |
| Argentina                    | Sebastián Báez       | 47. | 6.       |
| Slovensko                    | Alex Molčan          | 52. | 7.       |
| Španělsko                    | Albert Ramos-Viñolas | 54. | 8.       |
| Žebříček ATP k 6. únoru 2023 |                      |     |          |

### Jiné formy účasti
Následující hráčí obdrželi divokou kartu do hlavní soutěže:
- Facundo Díaz Acosta
- Guido Pella
- Dominic Thiem

Následující hráč nastoupil pod žebříčkovou ochranou:
- Hugo Dellien

Následující hráči postoupili z kvalifikace:
- Yannick Hanfmann
- Dušan Lajović
- Camilo Ugo Carabelli
- Juan Pablo Varillas

Následující hráč postoupil z kvalifikace jako šťastný poražený:
- Nikoloz Basilašvili

### Odhlášení
před zahájením turnaje
- Corentin Moutet → nahradil jej  Thiago Monteiro

## Mužská čtyřhra

### Nasazení
| Stát                                                                                  | Hráč              | Stát      | Hráč                 | ATP | Nasazení |
| ------------------------------------------------------------------------------------- | ----------------- | --------- | -------------------- | --- | -------- |
| Španělsko                                                                             | Marcel Granollers | Argentina | Horacio Zeballos     | 27. | 1.       |
| Brazílie                                                                              | Rafael Matos      | Španělsko | David Vega Hernández | 56. | 2.       |
| Itálie                                                                                | Simone Bolelli    | Itálie    | Fabio Fognini        | 61. | 3.       |
| Argentina                                                                             | Máximo González   | Argentina | Andrés Molteni       | 87. | 4.       |
| Žebříček ATP k 6. únoru 2023; číslo je součtem žebříčkového postavení obou členů páru |                   |           |                      |     |          |

### Jiné formy účasti
Následující páry obdržely divokou kartu do hlavní soutěže:
- Federico Coria /  Tomás Martín Etcheverry
- Diego Schwartzman /  Dominic Thiem

### Odhlášení
před zahájením turnaje
- Federico Coria /  Tomás Martín Etcheverry → nahradili je  Boris Arias /  Federico Zeballos
- Marcel Granollers /  Horacio Zeballos

## Přehled finále

### Mužská dvouhra
- Carlos Alcaraz vs.  Cameron Norrie, 6–3, 7–5

### Mužská čtyřhra
- Simone Bolelli /  Fabio Fognini vs.  Nicolás Barrientos /  Ariel Behar, 6–2, 6–4